# Gare de Bouzanville - Boulaincourt
La gare de Bouzanville - Boulaincourt est une gare ferroviaire française, fermée, de la ligne de Jarville-la-Malgrange à Mirecourt, située sur le territoire de la commune de Boulaincourt, à proximité de Bouzanville, dans le département des Vosges, en région Grand Est.
C'est une halte mise en service en 1879 par la Compagnie des chemins de fer de l'Est. Elle est fermée par la Société nationale des chemins de fer français (SNCF), au début des années 1980.

## Situation ferroviaire
Établie à 312 mètres d'altitude, la gare de Bouzanville - Boulaincourt est située au point kilométrique (PK) 47,398 de la ligne de Jarville-la-Malgrange à Mirecourt, entre les gares de Diarville et de Frenelle-la-Grande - Puzieux. Le trafic voyageurs est suspendu sur cette section de la ligne.

## Histoire
Au mois d'août 1876, le conseil général des Vosges est informé, par le rapport de l'ingénieur Gauckler, de l'état des décisions et des chantiers en cours sur les lignes de chemin de fer. Sur la ligne de Vézelise à Mirecourt, les travaux sont en cours d'exécutions et le « projet définitif du tracé et des terrassements est approuvé ainsi que le nombre et l'emplacement des stations et haltes. il y aura (...) une halte entre Bouzanville et Boulaincourt... ».
La halte de Bouzanville - Boulaincourt est mise en service le 22 décembre 1879 par la Compagnie des chemins de fer de l'Est lorsqu'elle ouvre à l'exploitation la ligne de Vézelise à Mirecourt. La deuxième voie est établie en 1884 sur la totalité de la ligne.

## Service des voyageurs
Gare fermée de la SNCF.

## Patrimoine ferroviaire
L'ancien bâtiment voyageurs de la gare, réaffecté en habitation puis à l'abandon.

L'ancien bâtiment voyageurs, en 2014
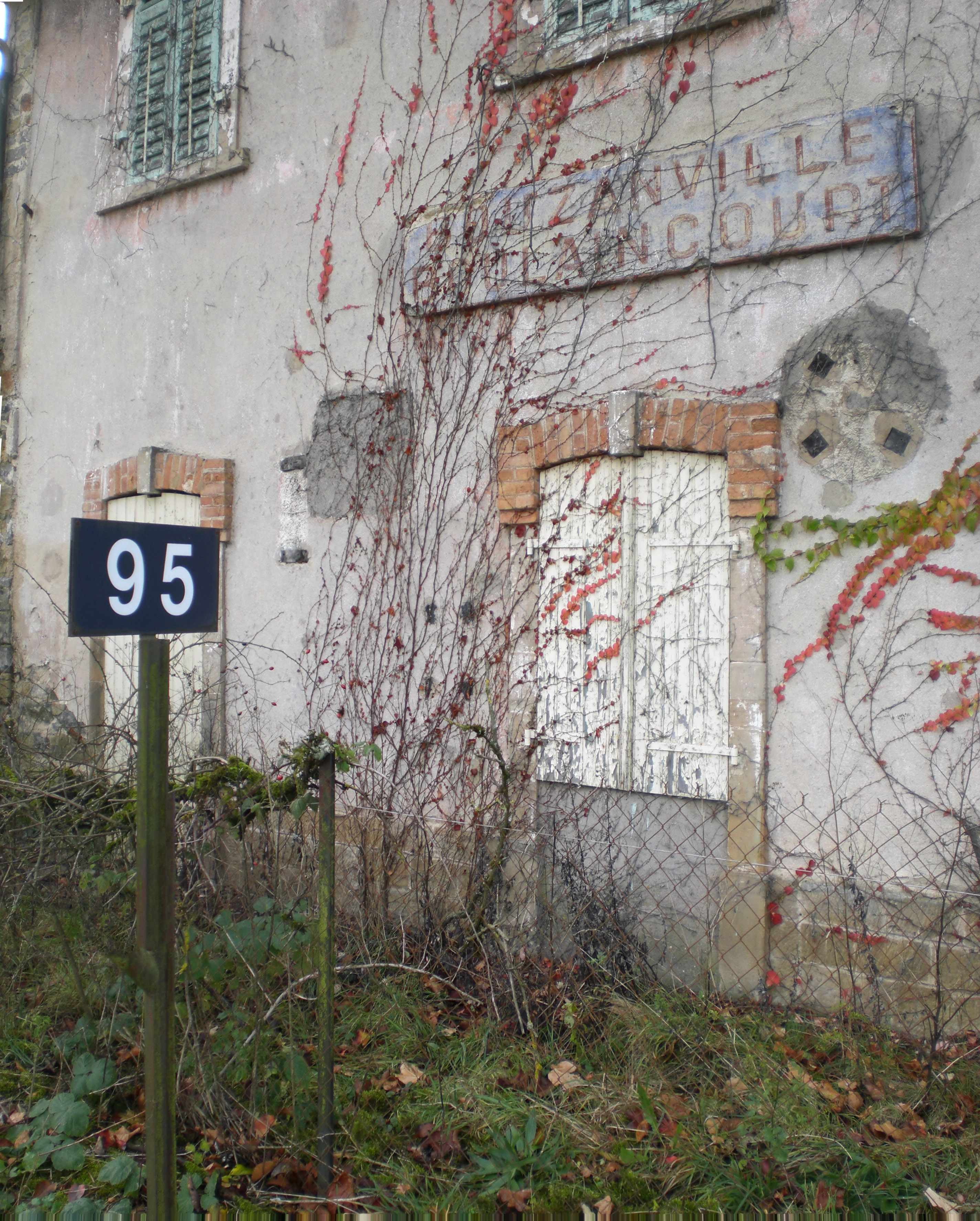
Détail.
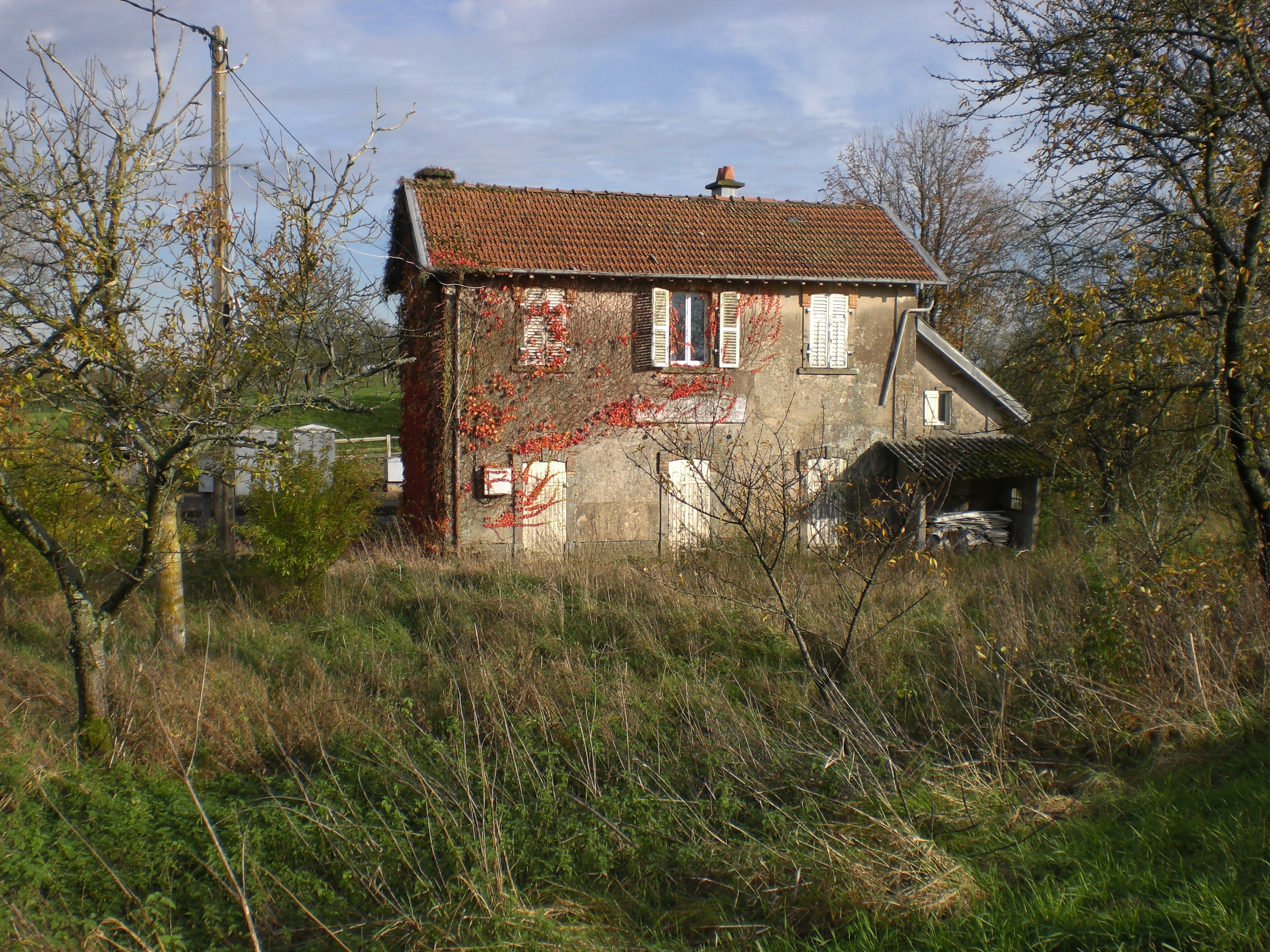
Côté jardin.
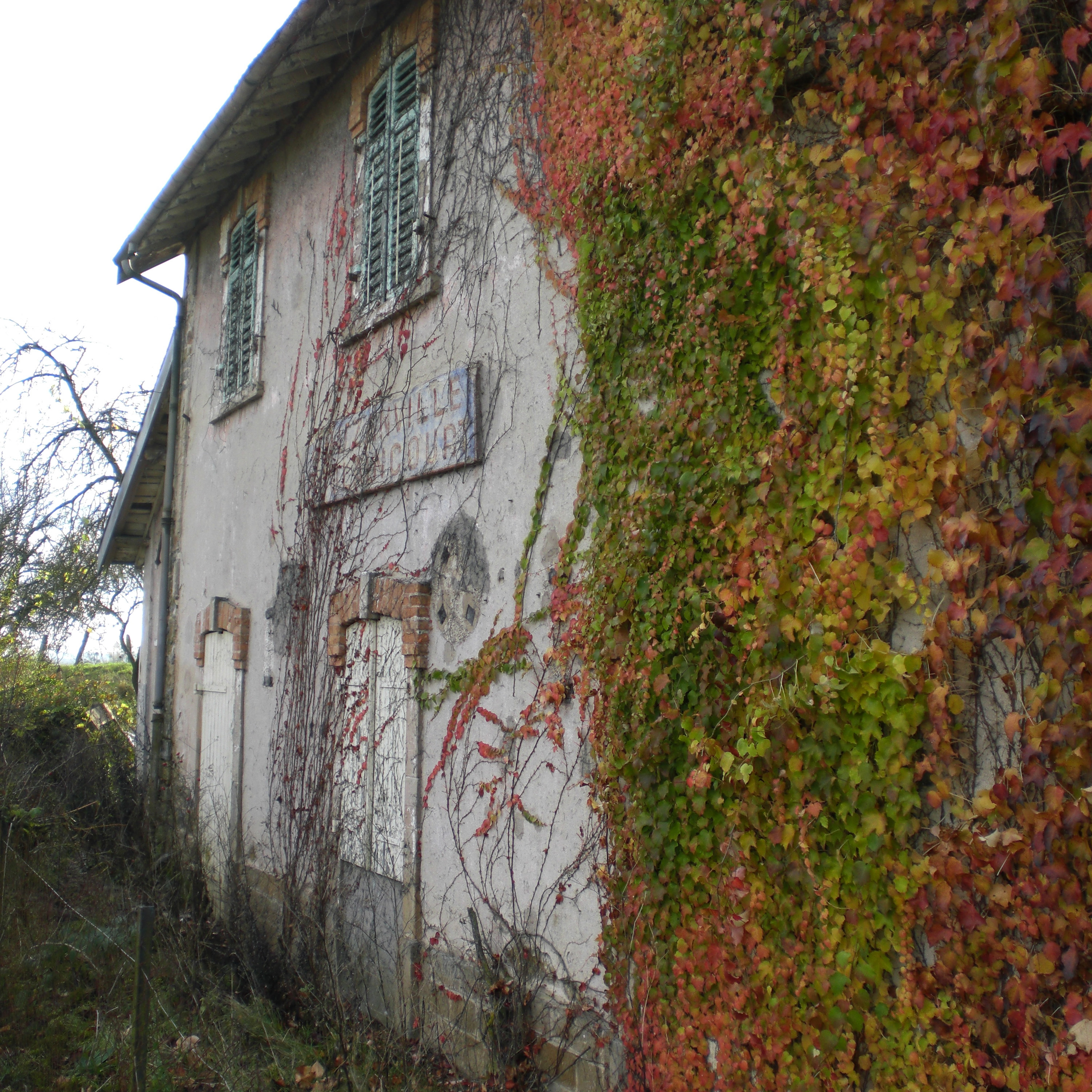
Côté quais.